# Condom Lead
Pour plus de détails, voir Fiche technique et Distribution.
Condom Lead (litt. en français : Préservatif plombé) est un court métrage jordano-palestinien écrit et réalisé par Arab et Tarzan Nasser et sorti en 2013.
Il est présenté au festival de Cannes 2013, où il devient le premier film produit par des Palestiniens de Gaza à être accepté.
Le titre du film fait référence à l'opération Plomb durci, c'est-à-dire la Guerre de Gaza de 2008-2009, l'intervention militaire israélienne sur la bande de Gaza, et aux besoins de relations sexuelles durant cette période.

## Fiche technique
- Titre original : Condom Lead
- Réalisation et scénario : Arab et Tarzan Nasser - Khalil al Mozian
- Photographie : Zaid Baqaeen
- Production : Rashid Abdelhamid, Paul Fischer
- Pays de production :  Jordanie,  Palestine
- Langue originale : arabe
- Format : couleur
- Genre : Court métrage
- Durée : 14 minutes

## Distribution
- Rashid Abdelhamid : Khalil
- Eloise van Vollenstein : enfant
- Maria Mohammedi